# Enslaved: Odyssey to the West
Enslaved: Odyssey to the West (букв. Порабощенный: Одиссея на запад) — игра в жанре Action-adventure, разработанная британской компанией Ninja Theory первоначально для Xbox 360 и PlayStation 3. Игра вышла 8 октября 2010 года в Европе. В октябре 2013 была портирована на Microsoft Windows. Enslaved — приключенческий боевик от третьего лица. Главный герой по имени Манки, специалист по силовому выживанию в постапокалиптическом мире, помогает девушке-техногуру Трип остаться в живых на пути к её цели. Игра содержит многочисленные аллюзии на персонажей классического китайского романа «Путешествие на запад».

## Сюжет
Enslaved: Odyssey to the West — это футуристическая версия известного древнекитайского романа «Путешествие на Запад», написанного в 1590 году во время правления династии Мин. В новой интерпретации знаменитой легенды от студии Ninja Theory население Земли практически уничтожено в ходе очередной войны. Теперь по некогда оживленным улицам городов, тяжело ступая, передвигаются боевые роботы (англ. Mech), выполняющие приказ неведомой, но враждебной человечеству силы.
Главный герой игры — Манки, воин-одиночка, выросший в джунглях и привыкший всю жизнь бороться с роботами. В начале игры он оказывается в плену у роботов и попадает на корабль, полный рабов. Корабль терпит крушение, и Манки получает возможность бежать, но по дороге он встречает девушку по имени Трипитака — продвинутого хакера.
После крушения корабля Манки приходит в себя со странным обручем на голове, который надела на него Трипитака. Она отказывается снимать с него этот обруч до тех пор, пока он не доставит её домой, и предупреждает, что если он попытается сбежать или она погибнет, обруч убьёт Манки. Вдвоём они направляются на запад по захваченным роботами землям, некогда принадлежавшим человечеству.

## Игровой процесс
События происходят на Земле в постапокалиптическом мире. Протагонист мужчина по имени Манки («Обезьяна», англ. Monkey), вооружённый силовым посохом, способным в ближнем бою и дистанционно уничтожать встречающихся противников — роботов (мехов). В процессе игры необходимо постоянно взаимодействовать с NPC женщиной-напарником по имени Трип (полное имя — Трипитака, англ. Tripitaka) для разрешения технических задач (например управление рычагами мостов и пр.), а также с целью отвлечения противника (проникновение к нему с фланга и в арьергард). Также она регулярно запускает специальную стрекозу-робота, оснащённую камерой, и с её помощью помогает находить врагов и прокладывать маршрут (чаще всего единственно возможный).
Жизнь и воля главного героя напрямую зависит от жизни и воли Трип, посредством связи, осуществляемой через специальную диадему, которую запрограммировала и надела на находящегося в бессознательном состоянии главного героя сама Трип в начале игры, заставив подчиняться Манки её воле, сопровождая её до родного дома и защищая в пути.
С начала игры доступны боевые приёмы, которые в процессе можно улучшать (в малозначительной степени), собирая светящиеся сферы (англ. Tech Orbs). Улучшать можно показатели здоровья, защиты, техники владения посохом и тактики боя.
Дистанционно можно поражать мехов зарядами дальнего боя, выстреливаемыми из посоха: плазменные и оглушающие. Залпы плазмы могут уничтожить регулярных противников с одного-двух выстрелов, а оглушающие позволяют вывести противника из строя, делая его уязвимым для дальнейших атак. Также эти заряды смогут сбить силовой щит противника и опрокидывать некоторых мини-боссов.

## Разработка
Руководителем проекта выступил один из основателей компании Ninja Theory Тамим Антониадес, который сделал первые наброски сценария игры, отсылающего к китайскому роману «Путешествие на Запад».
Для совместной работы над сценарием Антониадес пригласил Рианну Пратчетт.
Окончательный сценарий игры был написан Алексом Гарлендом, сценаристом фильмов «Пляж», «28 дней спустя» и «Судья Дредд 3D».
При создании персонажа Манки (Monkey в переводе с англ. — «обезьяна») использовалась технология захвата движения и мимики. Эту роль исполнил Энди Серкис, который уже играл роль примата по той же технологии в таких фильмах, как «Кинг Конг» и «Восстание планеты обезьян». Он же озвучил своего героя.
Роль Трип исполнила американская актриса Линдси Шо, а Пигси — британский актёр Ричард Райдинг, принимавший участие в разработке предыдущей игры студии — Heavenly Sword.

## Реакция
| Сводный рейтинг | Сводный рейтинг | Сводный рейтинг |
| Издание         | Оценка          | Оценка          |
| Издание         | PS3             | Xbox 360        |
| --------------- | --------------- | --------------- |
| GameRankings    | 82,48 %         | 83,48 %         |

Enslaved: Odyssey to the West заняла 6 место в «Десятке самых-самых постапокалиптических игр» журнала «Игромания».
Летом 2018 года, благодаря уязвимости в защите Steam Web API, стало известно, что точное количество пользователей сервиса Steam, которые играли в ENSLAVED: Odyssey to the West Premium Edition хотя бы один раз, составляет 242 618 человек.